# 香港大學專業進修學院保良局何鴻燊社區書院

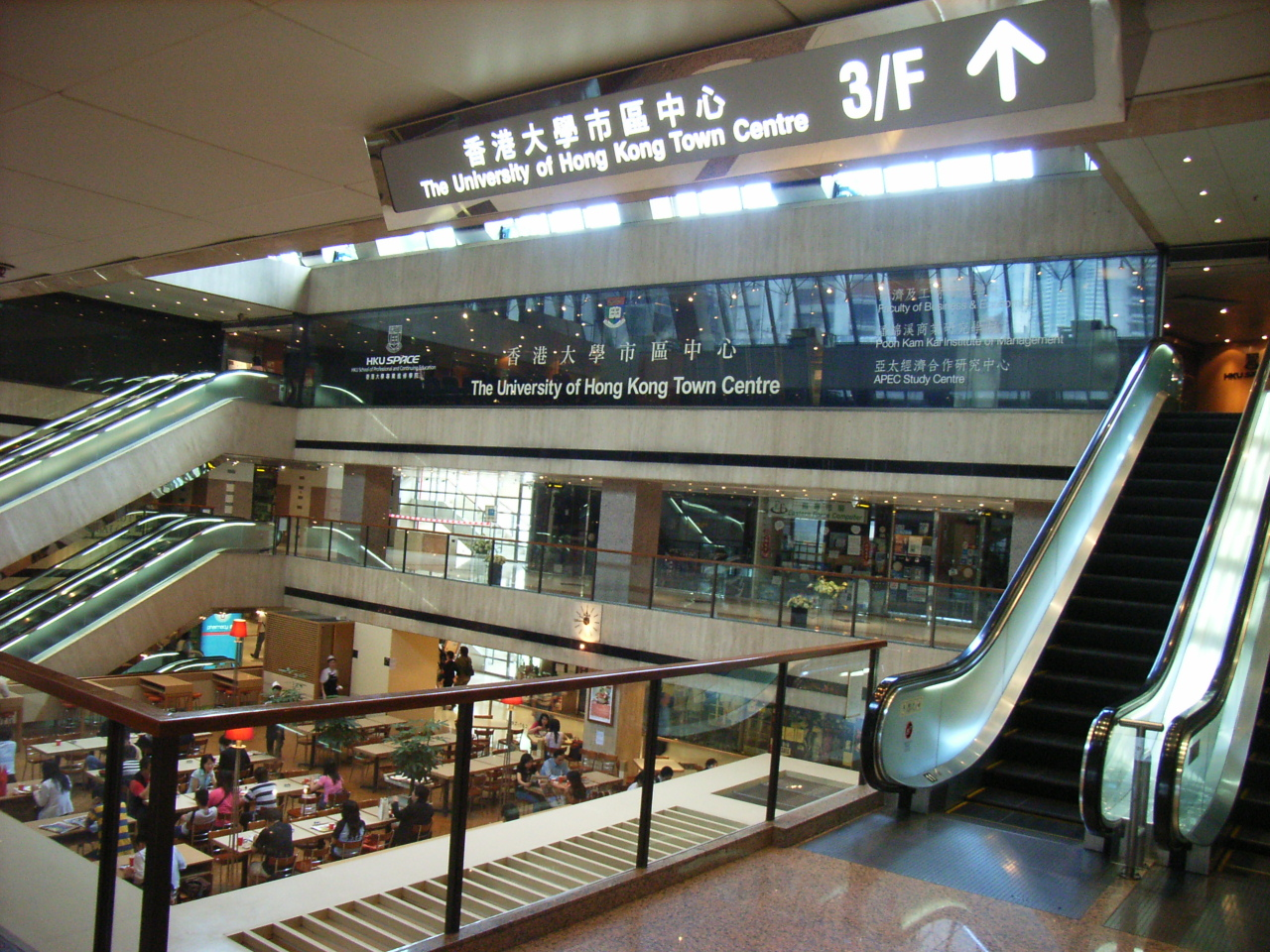
創校校舍：香港大學專業進修學院金鐘教學中心（2006年－2008年）

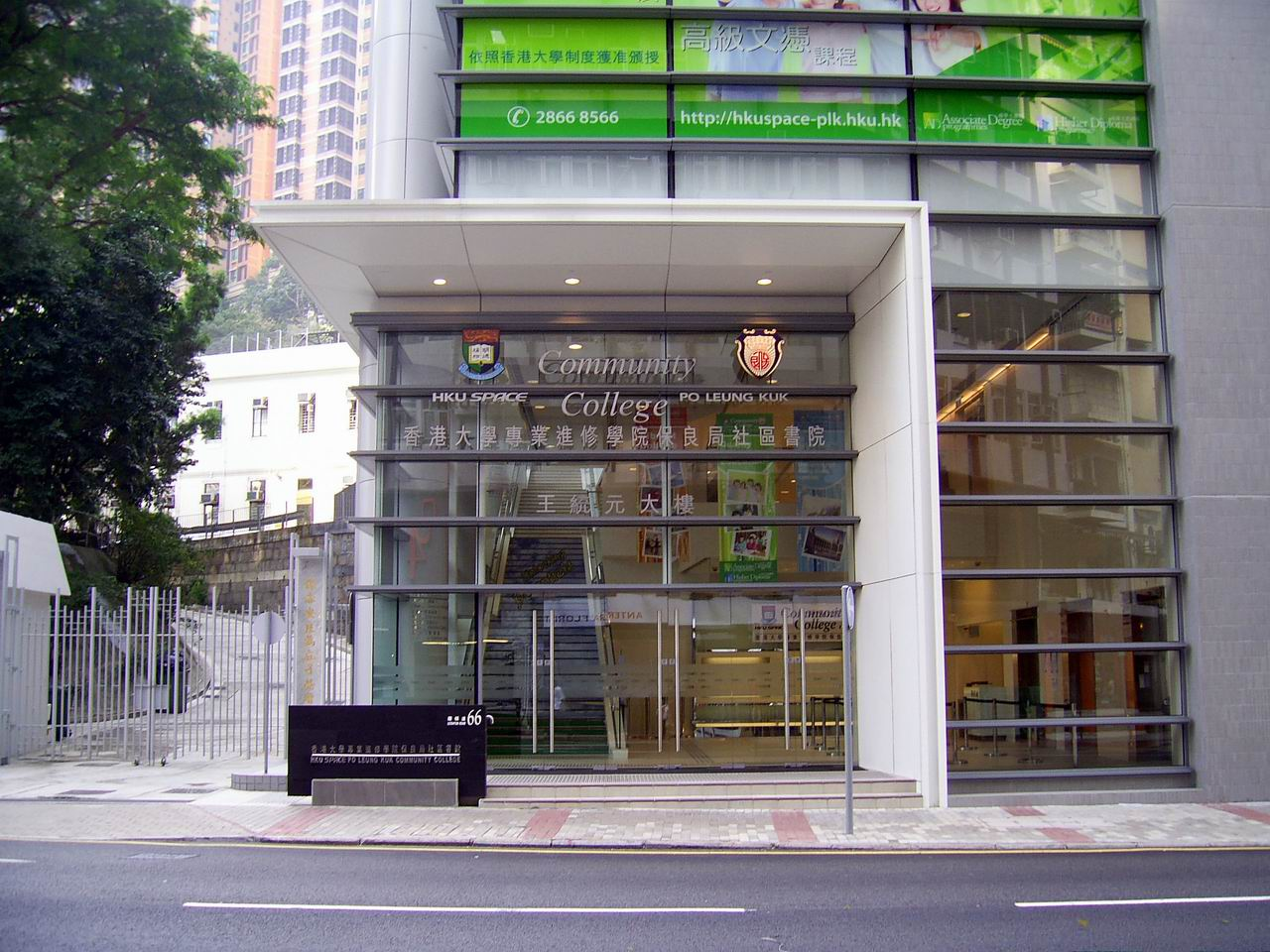
第二代校舍：禮頓道66號（2008年－現時）

香港大學專業進修學院保良局何鴻燊社區書院（英語：HKU SPACE Po Leung Kuk Stanley Ho Community College，縮寫：HPSHCC）是香港大學專業進修學院與保良局合辦之社區學院。學院以有限公司形式註冊。
該學院獲「賭王」何鴻燊捐款8,000萬港元，在2015年3月23日何與適逢54歲生日的保良局主席「四太」梁安琪一同出席書院命名儀式。

## 歷任校長
- 鄭建輝（2005年－2011年）
- 黃德明（2011年－2014年）
- 陳龍生（2014年－2022年）
- 盧兆興（2022年－2023年）
- 陳漢宣（2023年－2024年）
- 李經文（2024年－現在）

## 學歷頒授機構
該學院大部份課程的學歷頒授機構為香港大學專業進修學院，但部份課程的學歷頒授機構已經改為該學院本身。

### 副學士

#### 應用社會科學
- 商業心理學
- 傳理、公關及新聞
- 輔導學
- 刑事司法及執法
- 心理學
- 青年與社會服務

### 高級文憑

#### 會計學
- 會計及銀行學
- 會計及財務策劃學
- 會計學

#### 商業管理學
- 金融科技學
- 人力資源管理學
- 管理及電子商務學
- 管理及心理學
- 管理學
- 管理及商業法律學
- 管理及生成式人工智能學

#### 房地產
- 測量及物業管理

#### 資訊科技
- 應用智能科技

#### 食品及營養
- 食品健康及商業管理學
- 食物科學及食品安全
- 營養及食品管理

#### 護理及保健
- 應用健康及康復護理
- 社康照顧
- 醫療及保健產品管理 - 醫療及保健產品
- 醫療及保健產品管理 - 醫療及保健服務

#### 酒店、旅遊及款待
- 酒店管理
- 旅遊、會展及節目管理
- 旅遊及酒店管理

#### 體育及康樂
- 體育及康樂管理
- 運動教練學及運動表現
- 運動科學及復康

#### 英語
- 英語專業傳意

## 收生情況
根據自資專上教育委員會及傳媒的資料，以下是該校全日制大專課程的實際收生人數。
| 學年    | 副學士學位 | 高級文憑 | 收生總數 | 備註 |
| ------- | ---------- | -------- | -------- | ---- |
| 2012/13 | 741        | 2,268    | 3,009    |      |
| 2013/14 | 315        | 1,010    | 1,325    |      |
| 2014/15 | 196        | 1,056    | 1,252    |      |
| 2015/16 | 183        | 994      | 1,177    |      |
| 2016/17 | 181        | 930      | 1,111    |      |
| 2017/18 | 153        | 682      | 835      |      |
| 2018/19 | 234        | 884      | 1,118    |      |
| 2019/20 | 288        | 907      | 1,195    |      |
| 2020/21 | 253        | 883      | 1,136    |      |
| 2021/22 | 293        | 966      | 1,259    |      |

## 另見
- 香港中文大學－東華三院社區書院（另一慈善團體與本地大學合辦的專上學院，現東華學院）

## 外部連結
- 官方网站